# Боштян Цесар
Бо́штян Це́сар (словен. Boštjan Cesar; нар. 9 липня 1982, Любляна, СФРЮ) — словенський футболіст, захисник. Відомий, зокрема виступами за збірну Словенії та італійський «К'єво».

## Професіональні клуби
Свою професійну кар'єру розпочав у загребському «Динамо», в складі якого провів п'ять сезонів, один раз вигравав чемпіонат, двічі Кубок і один раз Суперкубок. З «Динамо» Боштьяна двічі віддавали в оренду: у 2001 році в «Кроацію», а в 2005 році в «Олімпію» з Любляни. 2005 року підписав трирічний контракт з марсельським «Олімпіком». У складі нового клубу став переможцем Кубка Інтертото в 2006 році. У серпні 2007 року Цесаря відправився в річну оренду в англійський «Вест Бромвіч Альбіон». У складі англійського клубу гравець провів 20 матчів, забив 1 гол і допоміг вийти в Прем'єр-лігу. У січні 2009 року підписав дворічний контракт з французьким «Греноблем».

## Міжнародна кар'єра
З 2001 до 2003 рік виступав за молодіжну збірну. 12 лютого 2003 дебютував у головної збірної в матчі проти команди Швейцарії (1:5). Перший гол за збірну забив 9 жовтня 2004 року в домашньому матчі проти Італії, який у підсумку виявився переможним.

## Досягнення
«Динамо» (Загреб)
- Чемпіон Хорватії (1): 2002-03
- Володар Кубка Хорватії (2): 2002, 2004
- Володар Суперкубка Хорватії (2): 2003, 2004

«Олімпік» Марсель
- Фіналіст Кубка Франції (1): 2006
- Володар Кубка Інтертото (1): 2006

«Вест Бромвіч Альбіон»
- Переможець чемпіонату футбольної ліги (1): 2008